# 림스카야역
림스카야역(러시아어: Римская)은 모스크바 지하철 류블린스코 드미트롭스카야 선의 역이다. 역명은 이탈리아의 수도 로마의 이름을 따서 지어졌고, 건축가 L. 포포프가 이에 따른 테마를 적용하였다.

## 역사
림스카야 역은 1995년 12월 28일에 개통하였다.

## 구조
1면 2선의 섬식 승강장 구조로, 지하 역사이다. 지하 54m 깊이에 위치한다.

## 디자인
림스카야 역은 기둥과 트라이볼트 설계를 적용하였지만 플랫폼 간격이 협소하고 거대한 단일석식 판으로 모든 디자인 인프라가 배치된 독특하고 특이한 프로젝트로 구성되어 있다. 넓은 사각 기둥은 벽과 마찬가지로 회색 대리석으로 장식되어 있다. 천장에는 경첩이 달려있고 알루미늄 소재로 되어 있다. 바닥에는 검은색, 빨간색, 회색, 흰색 화강암 슬랜트가 사용된다. 장식은 이탈리아의 조각가들로부터 나온 것이다. 플랫폼 중앙에는 분수대가 있다.

## 지리
국제 & 노동 거리, 안네고스토프 고속도로, 로고즈스키 거리, 모스크바 교외 철도 플랫폼으로 접근 가능하다. 칼리닌스코 역으로 가는 플랫폼은 중앙 플랫폼의 북쪽 출입구를 통해 이동하면 나온다.

## 환승
림스카야 역에서는 칼리닌스코 솔른쳅스카야 선의 플로샤디 일리차 역으로 갈아탈 수 있다.

## 사진

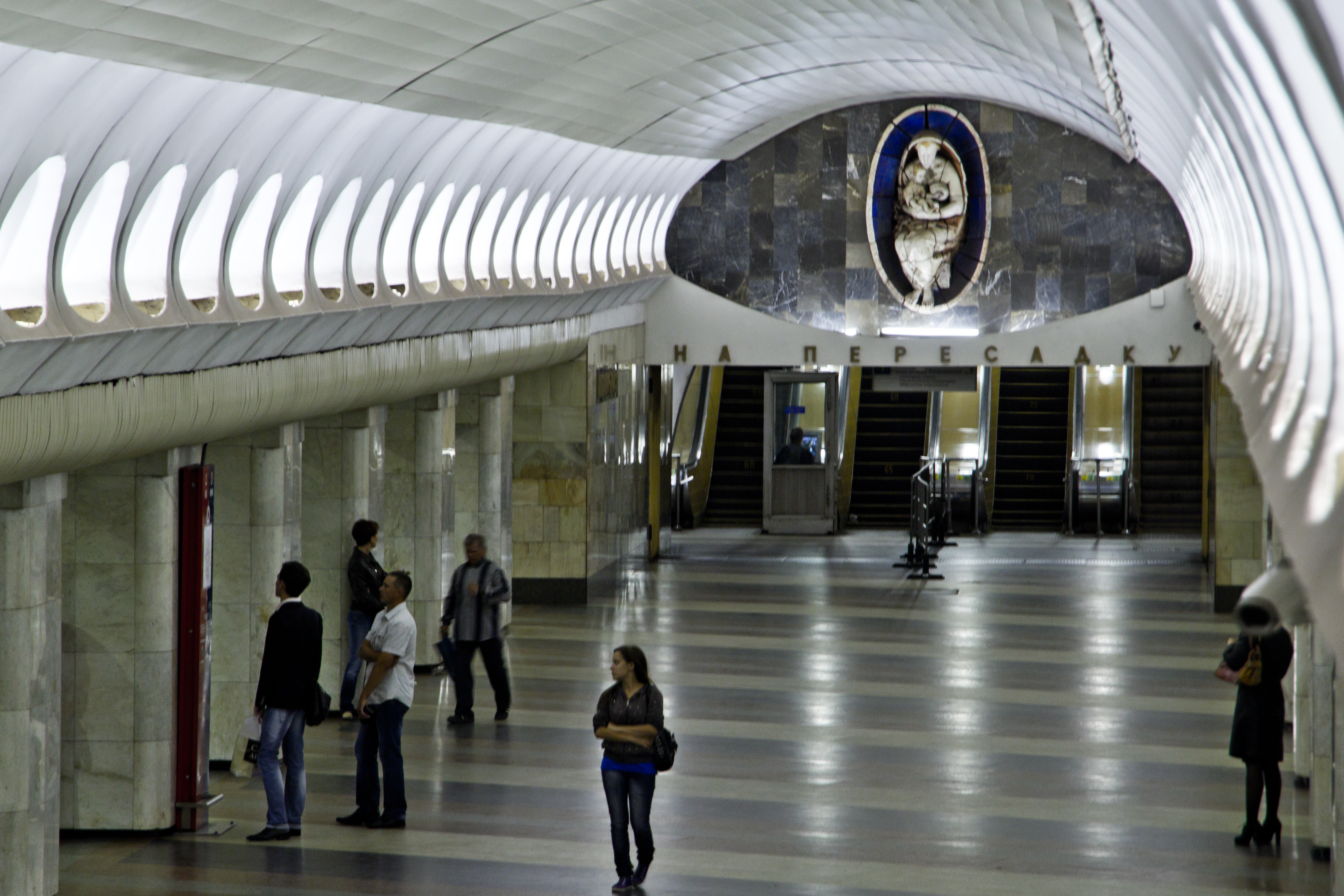
플랫폼 전경
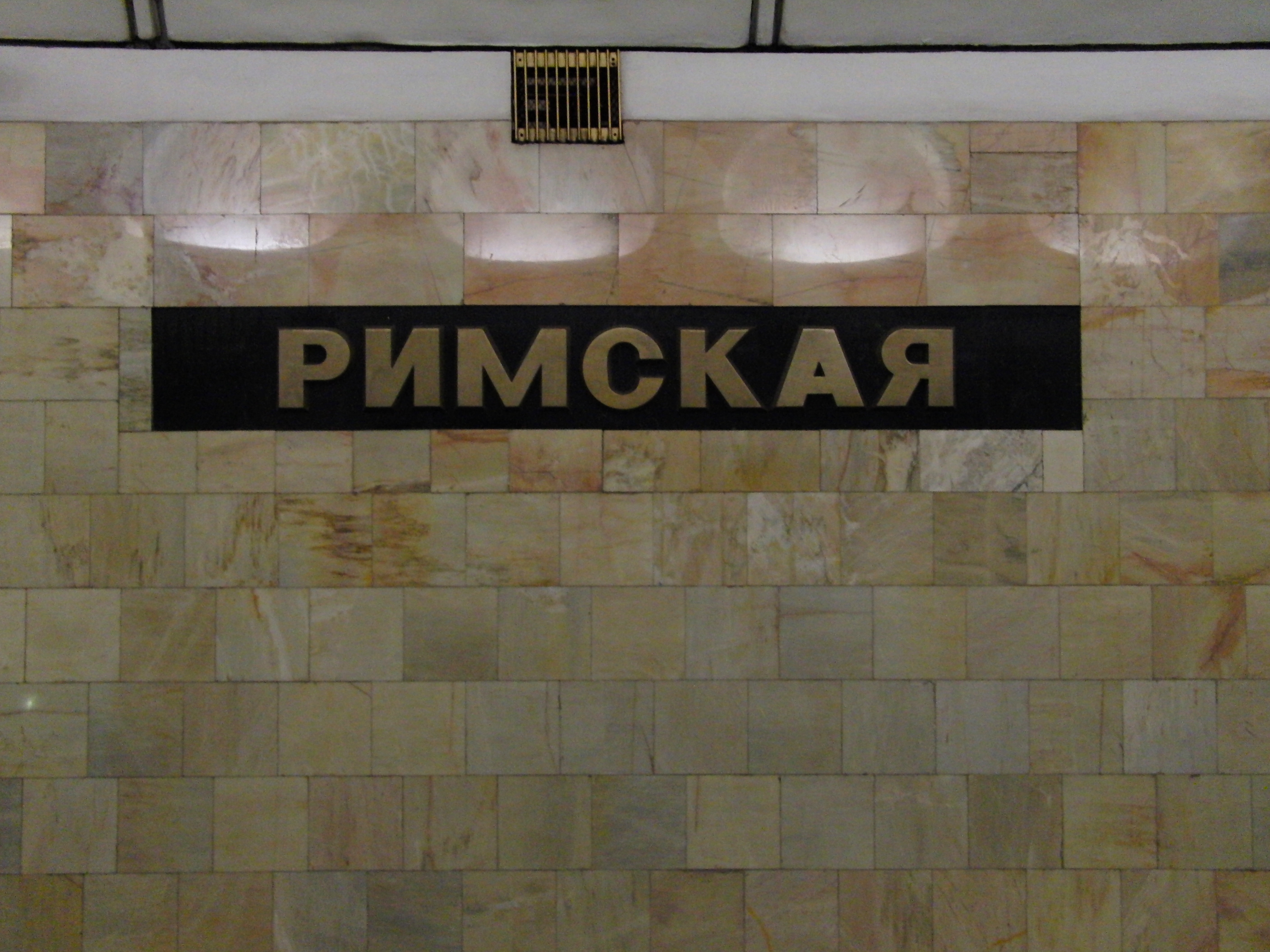
역명판